# Greenwich Street
Greenwich Street je severo-jižní ulice na Manhattanu v New Yorku. Začíná v místě, kde se setkává Gansevoort Street s Ninth Avenue, a končí až v jižní cípu Manhattanu, kde se nachází Battery Park. Ulici křižují například Christopher Street, Houston Street a Canal Street. Nejstarší záznam o ulici pochází z devadesátých let osmnáctého století, kdy vedla souběžně s řekou Hudson. V té době byla ulice známá jako Road to Greenwich. Stejně jako Greenwich Avenue dostala ulice svůj název podle čtvrti Greenwich Village.